# MYRRHA

MYRRHA原子炉容器と炉内構造物

MYRRHA (ミルラ, Multi-purpose hYbrid Research Reactor for High-tech Applicationの略) はベルギーで開発中の加速器駆動未臨界炉である。鉛冷却高速炉であり、臨界あるいは未臨界のいずれでも運転可能である。
MYRRHAの開発プロジェクトはベルギーのSCK•CENが取りまとめて推進している。成功を収めた実証プロジェクト、GUINEVERE の経験が生かされている。
MYRRHAは2010年12月の欧州委員会において、欧州が今後20年にわたってハイテク研究分野のリーダーを占めるためのプロジェクト50件のうちの1つとして採択された。
MYRRHAは、使用済み核燃料の焼却から材料の照射試験に至るさまざまな用途における加速器駆動未臨界炉および鉛冷却高速炉の実現性を実証するための研究炉である。
MYRRHAは2033年には本格運用に入り、100MeV級加速器を用いる第1段階は2024年の予定だったが、2024年時点では加速器が着工された段階で、本格稼働は2038年になる見込みである。

## 特徴

### 加速器
加速器駆動未臨界炉は未臨界炉心と陽子加速器を組み合わせたものである。未臨界炉心単体では核分裂連鎖反応を持続できるだけの中性子束を維持できないので、外部から陽子線を重金属ターゲットに照射することで核破砕反応を起こし、それによって生ずる中性子で核分裂反応を継続させる。未臨界炉心の中性子増倍係数 k=0.95 の場合、陽子を600MeVに加速して4mA以上の出力電流が達成できる粒子加速器が必要になる。現時点では線型加速器の使用が想定されている。
極めて安定した陽子線が必要となるため、MYRRHAプロジェクトではIsol@MYRRHAと名付けられた陽子線を用いた基礎物理学実験が行われることになっている。

### 核破砕ターゲット
核破砕反応には、原子番号 Z、すなわち陽子数が大きい元素がターゲットとして用いられる。

### 燃料エレメント
プルトニウム富化度30%のMOX燃料を使用する予定である。燃料被覆管には原子力分野で既知の材料で、耐腐食姓の良好な15-15Ti オーステナイト系ステンレス鋼が用いられる。

### 未臨界炉
MYRRHAの重要な特徴は、臨界・未臨界のいずれでも運用できる柔軟性である。
未臨界炉心の中性子実効増倍率は0.95に設定されている。この独自の特徴により、MYRRHAはアクチノイドまたは高次化燃料の焼却などの革新的な用途に利用することができる。

### 機構設計
MYRRHAはプール型鉛ビスマス冷却炉であり、炉心の重量は極めて大きいが、一次冷却系は大気圧下で運転可能である。鉛ビスマス合金には強い腐食性があるが、特に共晶合金は融点が低いため運転温度を非常に低くすることができる。ただし、鉛ビスマス合金は不透明なので、炉心の状態を観察することが難しいという制約もある。

## 承認に向けて
MYRRHAは承認に向けて新たなフェーズに入っており、熱水力や耐震性について知見を得るための実験が2件追加されている。
欧州委員会はMYRRHAを支援しており、過去および2016年度にも予算をつけている。2018年9月7日にはベルギー政府が2019年から2038年にかけての建設・運営費用として5億5800万ユーロの拠出を閣議承認した。
2024年6月25日には粒子加速器ミネルヴァの起工式が行われた。